# Шитубек (Темірський район)
Шитубе́к (каз. Шитүбек) — село у складі Темірського району Актюбінської області Казахстану. Входить до складу Кенестуського сільського округу.
У радянські часи село називалось Шийтубек або Шетвек.
Населення — 76 осіб (2021; 168 у 2009, 405 у 1999, 214 у 1989).